# Plumichiton punctatus
Plumichiton punctatus är en insektsart som beskrevs av Henderson, Hodgson in och Hodgson 2000. Plumichiton punctatus ingår i släktet Plumichiton och familjen skålsköldlöss. Inga underarter finns listade i Catalogue of Life.